# Miajadas
Miajadas és un municipi de la província de Càceres a la comunitat autònoma d'Extremadura. És a la comarca de Trujillo, a 58 km de Càceres. Té una superfície de 121 km² i una població de 10151 habitants (cens de 2007). Miajadas compta amb dues pedanies: Alonso de Ojeda i Casar de Miajadas, les dues fundades pel Plan Badajoz.

## Història
En 21 de març de 1809, durant la guerra del francès, tingué lloc la batalla de Miajadas, en la que dos regiments de cavalleria espanyols comandats per Juan de Henestrosa van emboscar al regiment de caçadors francesos a cavall de Jacques Gervais de Subervie, provocant-los grans pèrdues.